# حمزه صالح
حمزه صالح (عربی: حمزة صالح؛ زادهٔ ۱۹ آوریل ۱۹۶۷) بازیکن سابق فوتبال اهل عربستان سعودی است.
وی در تیم ملی فوتبال عربستان ۴۱ بازی انجام داده است و عضو این تیم در جام جهانی فوتبال ۱۹۹۴ و ۱۹۹۸ بوده است.